# Franzosenkirche (Halberstadt)

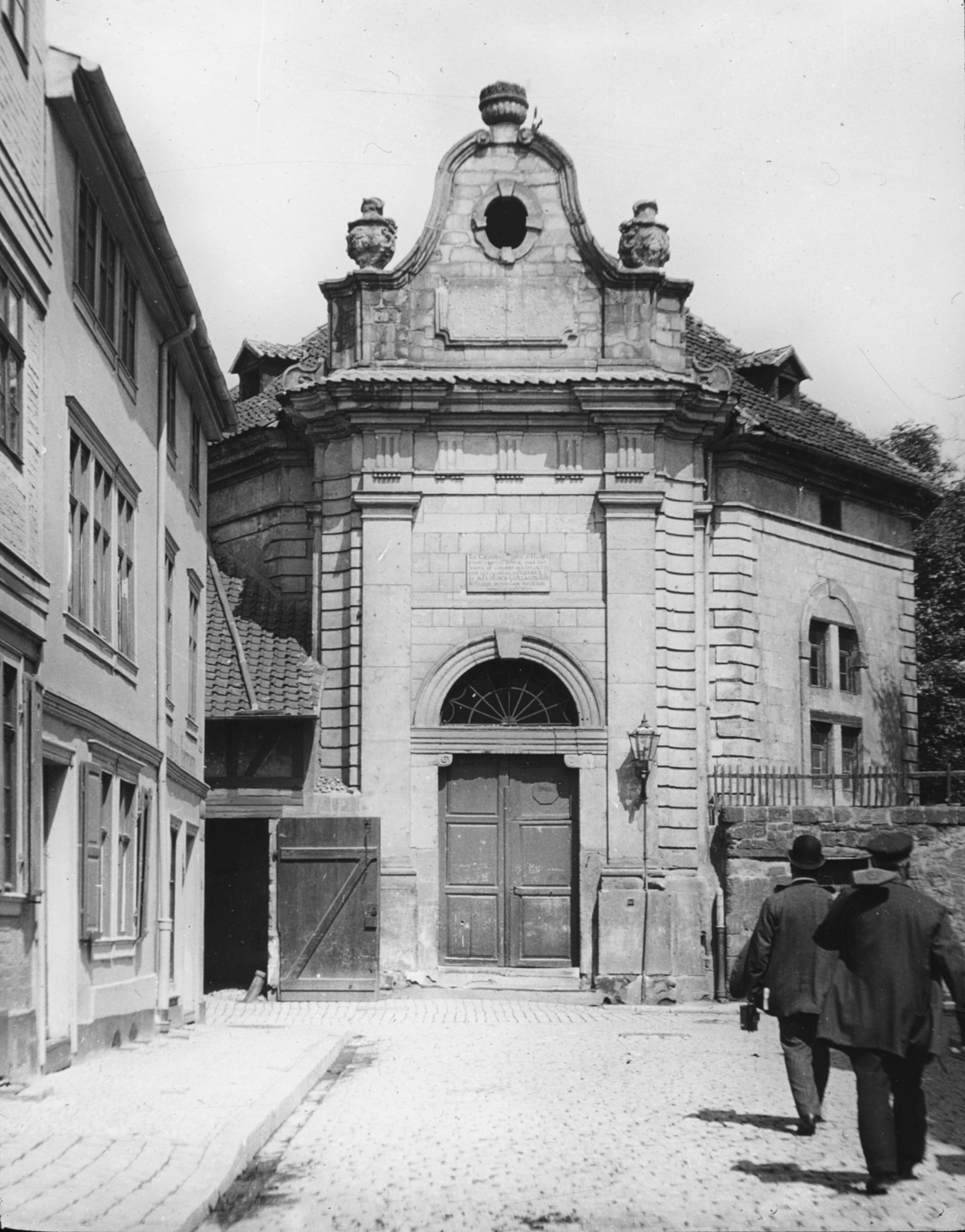
Franzosenkirche im Jahr 1909

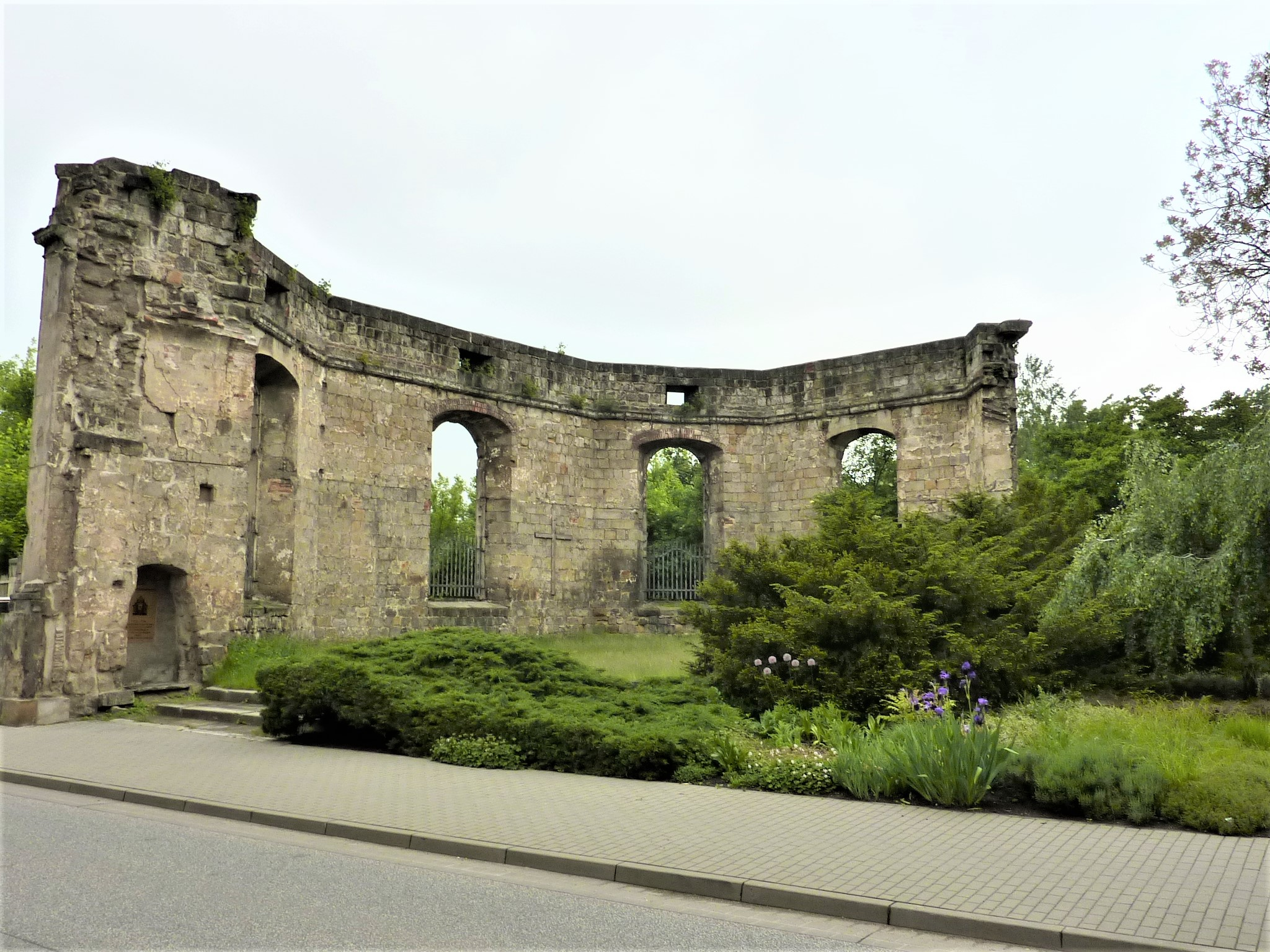
Ruine der Franzosenkirche im Jahr 2013

Die Ruine der Franzosenkirche in Halberstadt ist heute ein Erinnerungsort an die Opfer der Luftangriffe auf Halberstadt im Jahr 1945.

## Geschichte
Die Franzosenkirche in der Antoniusstraße wurde von 1713 bis 1718 von aus Frankreich aus religiösen Gründen geflüchteten Hugenotten erbaut. Bis zum Jahre 1818 war das Rokoko-Bauwerk seiner ursprünglichen Bestimmung entsprechend als Kirche in Verwendung. Durch die Vereinigung mit der deutsch-reformierten Gemeinde stand die Kirche in den nachfolgenden Jahren leer, wurde 1824 verkauft und diente für längere Zeit als Lagerraum für diverse Waren.
Im Luftschutzraum der ehemaligen Kirche kamen am 8. April 1945 etwa 70 Menschen ums Leben. Die Ruine der Franzosenkirche ist seit 1968 nach Plänen von Walter Gemm Erinnerungsort an die Opfer der Luftangriffe auf Halberstadt. 
Eine Inschrift auf den Stufen zur Kirchenruine besagt: „Am 8. April 1945 fielen mehr als 1700 Menschen dem Bombenangriff auf Halberstadt zum Opfer. Etwa 70 von ihnen starben in dieser Kirche.“
Jedes Jahr am 8. April gibt es an der Ruine der Franzosenkirche eine Gedenkveranstaltung.